# عباس حسن البياتي
عباس حسن موسى عباس البياتي وهو سياسي عراقي من أصل تركماني شغل منصب عضو في الجمعية الوطنية الانتقالية المؤقتة عامي 2004 و2005. وكذلك عضو في مجلس النواب للفترة 2005 حتى الآن، وهي الدورة الثالثة له.
يمثل الائتلاف الوطني العراقي في مجلس النواب ويشغل منصب عضو في لجنة الأمن والدفاع.
كان عضوا في لجنة المتابعة والتنسيق التي أقرها مؤتمر المعارضة العراقية في ديسمبر 2002 في لندن (إنجلترا).
يذكر أنه حاصل على شهادة الماجستير في العلوم السياسية في اختصاص الدراسات الدولية من جامعة بغداد. وقد قبل في دراسة الماجستير باستثناء من شرط العمر والخدمة بعد آخر شهادة ورغم عدم نجاحه في الامتحان التنافسي عام 2011.

## طالع
- الجمعية الوطنية الانتقالية
- قائمة أعضاء مجلس النواب العراقي (2005-2010)